# NGC 6978
NGC 6978 is een spiraalvormig sterrenstelsel in het sterrenbeeld Waterman. Het hemelobject werd op 20 juli 1863 ontdekt door de Duitse astronoom Albert Marth.

## Synoniemen
- MCG -1-53-17
- HCG 88A
- IRAS 20499-0554
- PGC 65631